# Taxodium mucronatum
Espèce
Classification phylogénétique
Statut de conservation UICN

 LC  : Préoccupation mineure
Le  cyprès de marais mexicain est un arbre de la famille des Cupressaceae, originaire du Mexique et des régions voisines. Il est connu également sous le nom de « cyprès de Montézuma ». Son nom en nahuatl est Ahuehuete (ou "vieil homme de l'eau", en raison de ses racines atl "eau", et huéhuetl, "vieux"). C'est l'arbre national du Mexique et est utilisé comme arbre d'ornement et d'ombrage en raison de la beauté de son feuillage. En plus de son usage ornemental, on lui confère plusieurs usages religieux, soit dans les rites traditionnels mexicains, soit dans les processions ou encore les autels catholiques. 
Pour célébrer le centenaire de l'indépendance du Mexique, il a été choisi comme arbre national pour sa splendeur, sa beauté, sa longévité, ses dimensions colossales et sa tradition. Depuis l'époque pré-hispanique, cet arbre s'est vu attribuer des qualités sacrées et a fait partie des légendes et de l'histoire de différents endroits. Les chroniques racontent qu'ils étaient les favoris de l'empereur Tezozomoc, car ils faisaient allusion à de bons dirigeants et symbolisaient la sagesse. Le 31 décembre 2020, le président Andrés Manuel López Obrador, en compagnie de son épouse, Beatriz Gutiérrez Müller, a planté un arbre ahuehuete dans le jardin Nezahualcóyotl, dans le palais national, pour deux raisons, principalement en l'honneur et à la mémoire des plus de 120 000 personnes décédées à cause du COVID-19, deuxième, pour une nouvelle année prospère.
Árbol del Tule, qui se trouve près de l'église Santa María del Tule dans l'Oaxaca, au Mexique, est un spécimen historique de cette espèce, considéré comme l'arbre le plus gros du monde. Selon les données du ministère du développement urbain et de l'écologie (SEDUE), il a un diamètre de 14,05 mètres, une hauteur de 41,85 mètres et un poids de 636,107 tonnes. Son périmètre atteint 46 m. Son âge est estimé à environ 2 000 ans.
En plus de son usage ornemental, il a plusieurs usages religieux, soit dans les rites traditionnels mexicains, soit dans les processions et sur les autels catholiques.
En médecine alternative mexicaine, son écorce, sa résine et ses feuilles sont utilisées pour traiter diverses maladies, principalement l'écorce brûlée, comme agent astringent et cicatrisant, voire pour soigner les brûlures et les ulcères. Aujourd'hui, il est utilisé dans des conditions telles que la diarrhée en faisant cuire les feuilles et la tige, bien que l'écorce, les fruits, le bois et la résine soient utilisés dans le même but. De plus, la cuisson des deux premiers avec les feuilles et les pousses sert de traitement pour les plaies et les problèmes circulatoires.
Son bois est tendre et fragile, il n'est donc pas utilisé pour la construction.

## Description

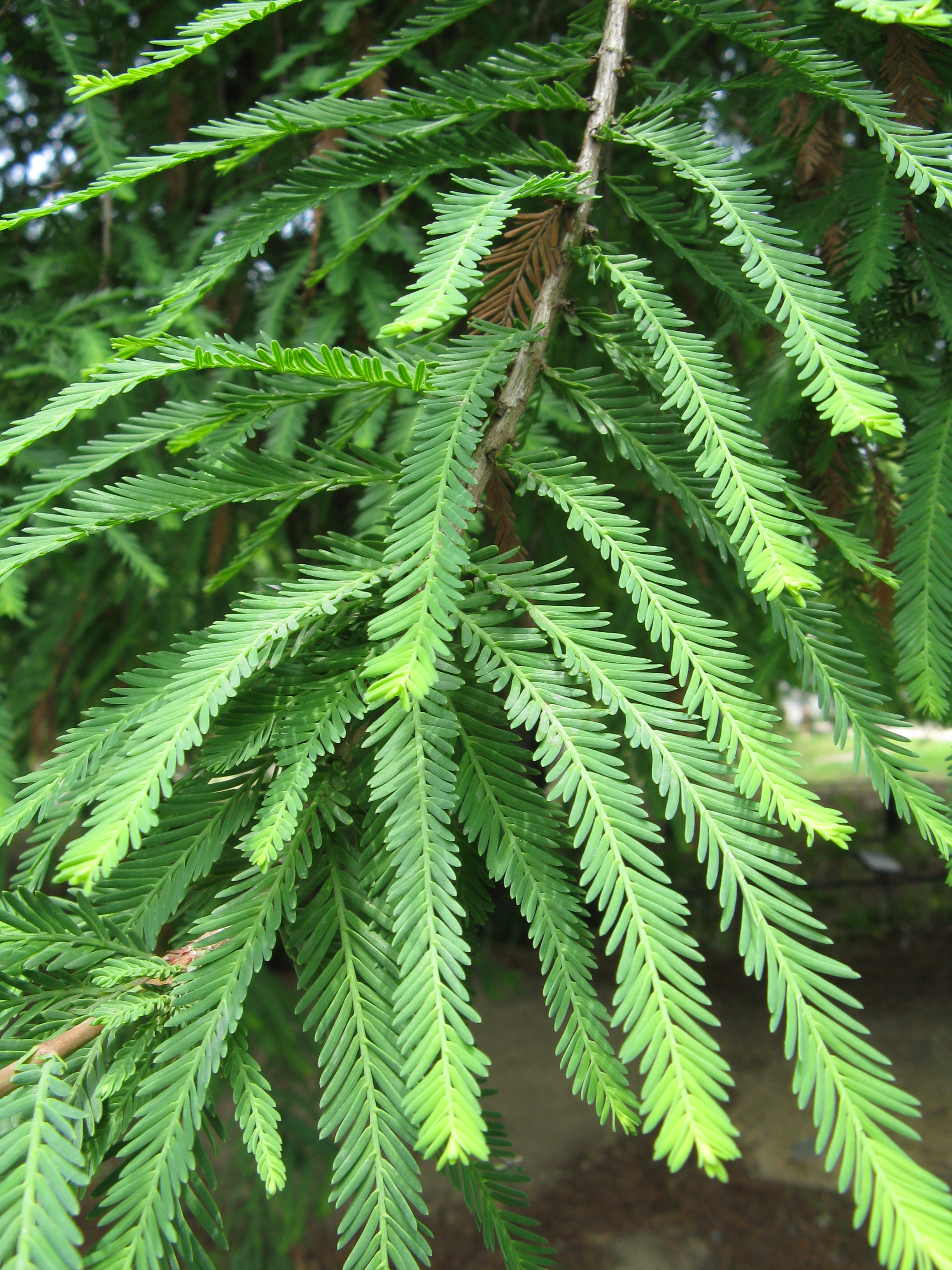
Jeunes feuilles

Le cyprès de marais mexicain est un grand arbre à feuilles pennées, persistantes ou semi-persistantes, pouvant atteindre 40 mètres de haut avec un tronc de 1 à 3 mètres de diamètre (parfois beaucoup plus).
Les feuilles disposées en spirale sur les rameaux sont tordues à la base, ce qui les fait apparaître en deux rangées opposées dans le même plan horizontal. Elles mesurent de 1 à 2 cm de long sur 1 à 2 mm de large.
Les cônes mâles et femelles se trouvent sur le même arbre. Pollinisé par le vent. sont de forme ovoïde font 1,5 à 3 cm de long sur 1 à 2 cm de large.

## Distribution et habitat

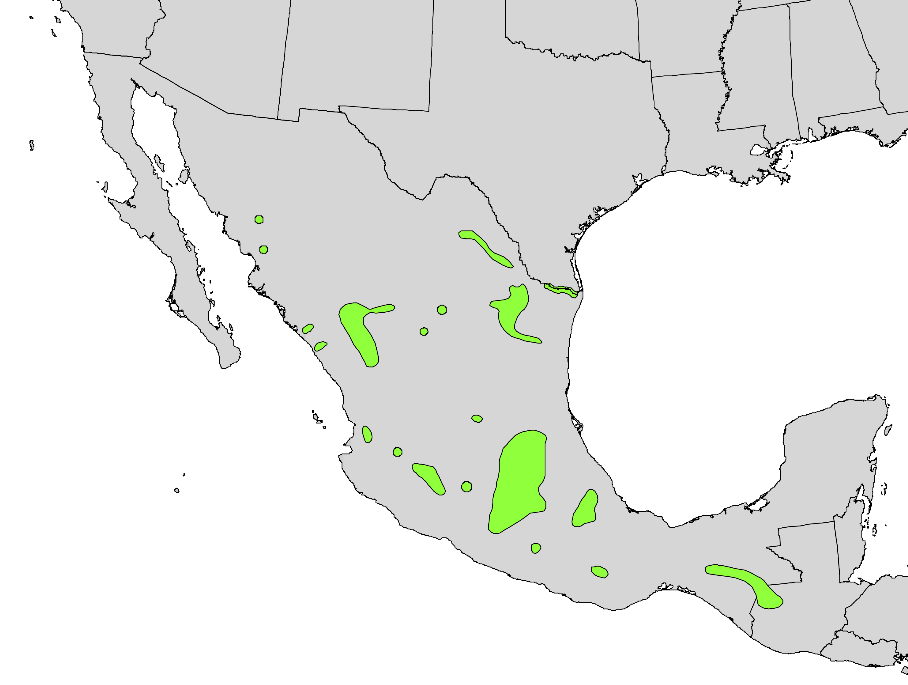
Distribution

C'est une espèce originaire de la plus grande partie du Mexique et de quelques stations situées dans la basse vallée du Río Grande au Texas et au Guatemala.
Contrairement aux autres cyprès qui habitent les zones marécageuses, les ahuehuetes croissent toujours sur les berges des rivières, des ruisseaux et des ruisseaux permanents, où la base des arbres est submergée la plupart de l'année. Normalement, ils s'accumulent pour former des galeries d'arbres. Ils vivent principalement à des hauteurs comprises entre 300 et 2500 mètres, bien qu'à des altitudes plus élevées, il soit moins abondant. Contrairement à l'espèce voisine du même genre, le cyprès chauve, le cyprès de marais mexicain ne possède pas de pneumatophores.